# Велоспорт на літніх Олімпійських іграх 2020 — спринт (жінки)
Змагання зі спринту серед жінок на літніх Олімпійських іграх 2020 року відбулися 6–8 серпня 2021 року на велодромі Ідзу. Змагалися 39 велосипедисток з 18 країн.

## Передісторія
Це була 9-та поява цієї дисципліни на Олімпійських іграх. Її проводили на кожній літній Олімпіаді починаючи з 1988, коли додали жіночий велоспорт на треку. 
Чинна олімпійська чемпіонка - Крістіна Фоґель з Німеччини, а чинна чемпіонка світу - Емма Гінце, також з Німеччини.

## Кваліфікація
Національний олімпійський комітет (НОК) міг виставити на змагання зі спринту серед жінок щонайбільше 2 велосипедисток. Всі квоти розподілено відповідно до світового рейтингу UCI за країнами за 2018-2020 роки. Вісім країн, що кваліфікувались у змагання з командного спринту, можуть виставити по дві велосипедистки в індивідуальному спринті (як і в кейріні). Країни, велосипедистка яких кваліфікувалась за рейтингом кейріна, можуть також виставити цю велосипедистку в спринті. Нарешті, сім місць розподіляються за індивідуальним рейтингом спринту; при цьому має бути представлено кожен з п’яти континентів . Оскільки кваліфікація завершилась до закінчення Чемпіонату світу з велоспорту на треку 2020 1 березня 2020 року (останнє змагання, що могло змінити рейтинг 2018-20 років), то пандемія COVID-19 на кваліфікацію не вплинула.

## Формат змагань
Вперше від 2000 року формат спринтерських змагань зазнав великих змін. Кількість основних раундів збільшилась з 5 до 6, а кількість додаткових раундів - з 2 до 3. Змагання розпочинаються, як і раніше, з відбіркового раунду - заїздів з роздільним стартом на час (flying start на 200 метрів). Найкращі 24 велосипедистки у відбірковому раунді (порівняно з 18 на попередній Олімпіаді) виходять до стадії плей-оф. У кожному заїзді на стадії плей-оф велосипедистки стартують разом і мають здолати 3 кола (загалом 750 метрів). Останні 200 метрів на час. Стадія плей-оф складається з таких раундів: 
- У першому раунді беруть участь 24 переможниці відбіркового раунду, що утворюють 12 пар. Переможниця у кожній парі виходить до 2-го раунду, а та, що поступилась, потрапляє до першого додаткового раунду.
- У першому додатковому раунді 12 велосипедисток формують чотири заїзди по 3 велосипедистки в кожному; переможниця кожного заїзду виходить до 2-го раунду, а ті, хто програв, вибувають з подальшої боротьби.
- У 2-му раунді 16 велосипедисток утворюють 8 пар; переможниця в кожній парі виходить до 1/8 фіналу, а та, що програла, потрапляє до другого додаткового раунду.
- Другий додатковий раунд знову складається з 4-х заїздів, цього разу по 2 велосипедистки; переможниця кожного з них приєднується до переможниць 2-го раунду і виходить до 1/8 фіналу, тоді як та, що програла, вибуває з подальшої боротьби.
- В 1/8 фіналу 12 велосипедисток утворюють 6 пар; переможниця в кожній з них виходить до чвертьфіналу, а та, що програла, потрапляє до третього додаткового раунду.
- Третій додатковий раунд складається з 2-х заїздів по 3 велосипедисти в кожному; переможниця виходить до чвертьфіналу, а та, що програла, вибуває (порівняно з попередньою Олімпіадою, вилучено заїзд за 9-12-те місця).
- Починаючи з чвертьфіналу, для виходу в наступний раунд потрібно виграти два заїзди з трьох; 8 велосипедисток утворюють 4 пари. Переможниця двох заїздів у кожній парі виходить до півфіналу, а ті, що програли, потрапляють до заїзду за 5–8 місця.
- У півфіналі знову для виходу в наступний раунд потрібно виграти два заїзди з трьох. 4 велосипедистки утворюють 2 пари. Переможниця в кожній парі виходить до фіналу, а та, що програла, потрапляє до поєдинку за бронзу.
- Фінальний раунд складається з фіналу, матчу за бронзову медаль та заїзду за 5–8 місця. У фіналі та поєдинку за бронзу потрібно виграти два заїзди з трьох.

## Розклад
Змагання в цій дисципліні відбуваються три дні поспіль.
| З | Попередні заїзди | ЧФ | Чвертьфінали | ПФ | Півфінали | Ф | Фінали |

| Дата →         | 2 сер | 2 сер | 2 сер | 3 сер | 3 сер | 3 сер | 4 сер | 5 сер | 5 сер | 5 сер | 5 сер | 6 сер | 6 сер | 7 сер | 7 сер | 8 сер | 8 сер | 8 сер | 8 сер |
| -------------- | ----- | ----- | ----- | ----- | ----- | ----- | ----- | ----- | ----- | ----- | ----- | ----- | ----- | ----- | ----- | ----- | ----- | ----- | ----- |
| Спринт (жінки) |       |       |       |       |       |       |       |       |       |       |       | З     | З     | З     | ЧФ    | ПФ    | ПФ    | Ф     | Ф     |

## Результати

### Кваліфікація
| Місце | Велогонщиця        | Країна                           | Час           | Behind        | Примітки |
| ----- | ------------------ | -------------------------------- | ------------- | ------------- | -------- |
| 1     | Леа Фрідріх        | Німеччина (GER)                  | 10.310        |               | Q, OR    |
| 2     | Келсі Мітчелл      | Канада (CAN)                     | 10.346        | +0.036        | Q        |
| 3     | Емма Гінце         | Німеччина (GER)                  | 10.381        | +0.071        | Q        |
| 4     | Матільда Грос      | Франція (FRA)                    | 10.400        | +0.090        | Q        |
| 5     | Лор'ян Жене        | Канада (CAN)                     | 10.460        | +0.150        | Q        |
| 6     | Олена Старікова    | Україна (UKR)                    | 10.461        | +0.151        | Q        |
| 7     | Шенн Браспенінкс   | Нідерланди (NED)                 | 10.479        | +0.169        | Q        |
| 8     | Кеті Марчант       | Велика Британія (GBR)            | 10.495        | +0.185        | Q        |
| 9     | Лі Хвейші          | Гонконг (HKG)                    | 10.538        | +0.228        | Q        |
| 10    | Чжун Тяньши        | Китай (CHN)                      | 10.559        | +0.249        | Q        |
| 11    | Еллесс Ендрюс      | Нова Зеландія (NZL)              | 10.563        | +0.253        | Q        |
| 12    | Дар'я Шмельова     | Олімпійський комітет Росії (ROC) | 10.667        | +0.357        | Q        |
| 13    | Анастасія Войнова  | Олімпійський комітет Росії (ROC) | 10.669        | +0.359        | Q        |
| 14    | Каарле Маккалох    | Австралія (AUS)                  | 10.679        | +0.369        | Q        |
| 15    | Даніела Гаксіола   | Мексика (MEX)                    | 10.682        | +0.372        | Q        |
| 16    | Сімона Крупекайте  | Литва (LTU)                      | 10.706        | +0.396        | Q        |
| 17    | Юка Кобаясі        | Японія (JPN)                     | 10.711        | +0.401        | Q        |
| 18    | Бао Шаньцзюй       | Китай (CHN)                      | 10.723        | +0.413        | Q        |
| 19    | Юлі Вердуго        | Мексика (MEX)                    | 10.818        | +0.508        | Q        |
| 20    | Меделін Ґодбі      | США (USA)                        | 10.869        | +0.559        | Q        |
| 21    | Лі Хе Джін         | Південна Корея (KOR)             | 10.904        | +0.594        | Q        |
| 22    | Шарлен дю През     | ПАР (RSA)                        | 10.974        | +0.664        | Q        |
| 23    | Любов Басова       | Україна (UKR)                    | 10.981        | +0.671        | Q        |
| 24    | Мігле Марозайте    | Литва (LTU)                      | 11.031        | +0.721        | Q        |
| 25    | Уршула Лось        | Польща (POL)                     | 11.047        | +0.737        |          |
| 26    | Марлена Карвацька  | Польща (POL)                     | 11.083        | +0.773        |          |
| 27    | Кірсті Джеймс      | Нова Зеландія (NZL)              | 11.116        | +0.806        |          |
| 28    | Джессіка Лі        | Гонконг (HKG)                    | 11.232        | +0.922        |          |
| 29    | Коралі Демай       | Франція (FRA)                    | 11.849        | +1.539        |          |
| 30    | Лауріне ван Ріссен | Нідерланди (NED)                 | Не стартувала | Не стартувала |          |

### 1/32 фіналу
| Заїзд | Місце | Велогонщиця       | Країна                           | Відставання | Примітки |
| ----- | ----- | ----------------- | -------------------------------- | ----------- | -------- |
| 1     | 1     | Леа Фрідріх       | Німеччина (GER)                  | X           | Q        |
| 1     | 2     | Мігле Марозайте   | Литва (LTU)                      | +0.370      | Д        |
| 2     | 1     | Келсі Мітчелл     | Канада (CAN)                     | X           | Q        |
| 2     | 2     | Любов Басова      | Україна (UKR)                    | +0.535      | Д        |
| 3     | 1     | Емма Гінце        | Німеччина (GER)                  | X           | Q        |
| 3     | 2     | Шарлен дю През    | ПАР (RSA)                        | +0.415      | Д        |
| 4     | 1     | Матільда Грос     | Франція (FRA)                    | X           | Q        |
| 4     | 2     | Лі Хе Джін        | Південна Корея (KOR)             | +0.797      | Д        |
| 5     | 1     | Лор'ян Жене       | Канада (CAN)                     | X           | Q        |
| 5     | 2     | Меделін Ґодбі     | США (USA)                        | +0.121      | Д        |
| 6     | 1     | Олена Старікова   | Україна (UKR)                    | X           | Q        |
| 6     | 2     | Юлі Вердуго       | Мексика (MEX)                    | +0.107      | Д        |
| 7     | 1     | Шенн Браспенінкс  | Нідерланди (NED)                 | X           | Q        |
| 7     | 2     | Бао Шаньцзюй      | Китай (CHN)                      | +0.152      | Д        |
| 8     | 1     | Кеті Марчант      | Велика Британія (GBR)            | X           | Q        |
| 8     | 2     | Юка Кобаясі       | Японія (JPN)                     | +0.612      | Д        |
| 9     | 1     | Лі Хвейші         | Гонконг (HKG)                    | X           | Q        |
| 9     | 2     | Сімона Крупекайте | Литва (LTU)                      | +0.102      | Д        |
| 10    | 1     | Чжун Тяньши       | Китай (CHN)                      | X           | Q        |
| 10    | 2     | Даніела Гаксіола  | Мексика (MEX)                    | +0.087      | Д        |
| 11    | 1     | Еллесс Ендрюс     | Нова Зеландія (NZL)              | X           | Q        |
| 11    | 2     | Каарле Маккалох   | Австралія (AUS)                  | +0.255      | Д        |
| 12    | 1     | Анастасія Войнова | Олімпійський комітет Росії (ROC) | X           | Q        |
| 12    | 2     | Дар'я Шмельова    | Олімпійський комітет Росії (ROC) | +0.056      | Д        |

### Утішні заїзди 1/32 фіналу
| Заїзд | Місце | Велогонщиця       | Країна                           | Відставання | Примітки |
| ----- | ----- | ----------------- | -------------------------------- | ----------- | -------- |
| 1     | 1     | Юка Кобаясі       | Японія (JPN)                     | X           | Q        |
| 1     | 2     | Сімона Крупекайте | Литва (LTU)                      | +0.052      |          |
| 1     | 3     | Мігле Марозайте   | Литва (LTU)                      | +0.265      |          |
| 2     | 1     | Бао Шаньцзюй      | Китай (CHN)                      | X           | Q        |
| 2     | 2     | Даніела Гаксіола  | Мексика (MEX)                    | +0.027      |          |
| 2     | 3     | Любов Басова      | Україна (UKR)                    | +0.602      |          |
| 3     | 1     | Каарле Маккалох   | Австралія (AUS)                  | X           | Q        |
| 3     | 2     | Юлі Вердуго       | Мексика (MEX)                    | +0.041      |          |
| 3     | 3     | Шарлен дю През    | ПАР (RSA)                        | +0.354      |          |
| 4     | 1     | Меделін Ґодбі     | США (USA)                        | X           | Q        |
| 4     | 2     | Лі Хе Джін        | Південна Корея (KOR)             | +0.054      |          |
| 4     | 3     | Дар'я Шмельова    | Олімпійський комітет Росії (ROC) | +0.057      |          |

### 1/16 фіналу
| Заїзд | Місце | Велогонщиця       | Країна                           | Відставання | Примітки |
| ----- | ----- | ----------------- | -------------------------------- | ----------- | -------- |
| 1     | 1     | Леа Фрідріх       | Німеччина (GER)                  | X           | Q        |
| 1     | 2     | Меделін Ґодбі     | США (USA)                        | +0.391      | Д        |
| 2     | 1     | Келсі Мітчелл     | Канада (CAN)                     | X           | Q        |
| 2     | 2     | Каарле Маккалох   | Австралія (AUS)                  | +0.135      | Д        |
| 3     | 1     | Емма Гінце        | Німеччина (GER)                  | X           | Q        |
| 3     | 2     | Бао Шаньцзюй      | Китай (CHN)                      | +0.201      | Д        |
| 4     | 1     | Матільда Грос     | Франція (FRA)                    | X           | Q        |
| 4     | 2     | Юка Кобаясі       | Японія (JPN)                     | +0.485      | Д        |
| 5     | 1     | Лор'ян Жене       | Канада (CAN)                     | X           | Q        |
| 5     | 2     | Анастасія Войнова | Олімпійський комітет Росії (ROC) | +0.035      | Д        |
| 6     | 1     | Олена Старікова   | Україна (UKR)                    | X           | Q        |
| 6     | 2     | Еллесс Ендрюс     | Нова Зеландія (NZL)              | +0.026      | Д        |
| 7     | 1     | Шенн Браспенінкс  | Нідерланди (NED)                 | X           | Q        |
| 7     | 2     | Чжун Тяньши       | Китай (CHN)                      | +0.030      | Д        |
| 8     | 1     | Кеті Марчант      | Велика Британія (GBR)            | X           | Q        |
| 8     | 2     | Лі Хвейші         | Гонконг (HKG)                    | +0.025      | Д        |

### Утішні заїзди 1/16 фіналу
| Заїзд | Місце | Велогонщиця       | Країна                           | Відставання | Примітки |
| ----- | ----- | ----------------- | -------------------------------- | ----------- | -------- |
| 1     | 1     | Лі Хвейші         | Гонконг (HKG)                    | X           | Q        |
| 1     | 2     | Меделін Ґодбі     | США (USA)                        | +0.168      |          |
| 2     | 1     | Чжун Тяньши       | Китай (CHN)                      | X           | Q        |
| 2     | 2     | Каарле Маккалох   | Австралія (AUS)                  | +0.117      |          |
| 3     | 1     | Еллесс Ендрюс     | Нова Зеландія (NZL)              | X           | Q        |
| 3     | 2     | Бао Шаньцзюй      | Китай (CHN)                      | +0.234      |          |
| 4     | 1     | Анастасія Войнова | Олімпійський комітет Росії (ROC) | X           | Q        |
| 4     | 2     | Юка Кобаясі       | Японія (JPN)                     | +0.275      |          |

### 1/8 фіналу
| Заїзд | Місце | Велогонщиця       | Країна                           | Відставання | Примітки |
| ----- | ----- | ----------------- | -------------------------------- | ----------- | -------- |
| 1     | 1     | Леа Фрідріх       | Німеччина (GER)                  | X           | Q        |
| 1     | 2     | Анастасія Войнова | Олімпійський комітет Росії (ROC) | +0.135      | Д        |
| 2     | 1     | Келсі Мітчелл     | Канада (CAN)                     | X           | Q        |
| 2     | 2     | Еллесс Ендрюс     | Нова Зеландія (NZL)              | +0.005      | Д        |
| 3     | 1     | Емма Гінце        | Німеччина (GER)                  | X           | Q        |
| 3     | 2     | Чжун Тяньши       | Китай (CHN)                      | +0.359      | Д        |
| 4     | 1     | Лі Хвейші         | Гонконг (HKG)                    | X           | Q        |
| 4     | 2     | Матільда Грос     | Франція (FRA)                    | +0.019      | Д        |
| 5     | 1     | Кеті Марчант      | Велика Британія (GBR)            | X           | Q        |
| 5     | 2     | Лор'ян Жене       | Канада (CAN)                     | +0.179      | Д        |
| 6     | 1     | Шенн Браспенінкс  | Нідерланди (NED)                 | X           | Q        |
| 6     | 2     | Олена Старікова   | Україна (UKR)                    | +0.045      | Д        |

### Перезаїзди 1/8 фіналу
| Заїзд | Місце | Велогонщиця       | Країна                           | Відставання | Примітки |
| ----- | ----- | ----------------- | -------------------------------- | ----------- | -------- |
| 1     | 1     | Лор'ян Жене       | Канада (CAN)                     | X           | Q        |
| 1     | 2     | Матільда Грос     | Франція (FRA)                    | +0.001      |          |
| 1     | 3     | Анастасія Войнова | Олімпійський комітет Росії (ROC) | +0.095      |          |
| 2     | 1     | Олена Старікова   | Україна (UKR)                    | X           | Q        |
| 2     | 2     | Еллесс Ендрюс     | Нова Зеландія (NZL)              | +0.007      |          |
| 2     | 3     | Чжун Тяньши       | Китай (CHN)                      | +0.056      |          |

### Чвертьфінали
| Заїзд | Місце | Велогонщиця      | Країна                | Заїзд 1 | Заїзд 2 | Вирішальний заїзд (i.r.) | Примітки |
| ----- | ----- | ---------------- | --------------------- | ------- | ------- | ------------------------ | -------- |
| 1     | 1     | Олена Старікова  | Україна (UKR)         | X       | +0.018  | X                        | ПФ       |
| 1     | 2     | Леа Фрідріх      | Німеччина (GER)       | +0.001  | X       | +0.019                   | F5-8     |
| 2     | 1     | Келсі Мітчелл    | Канада (CAN)          | X       | X       |                          | ПФ       |
| 2     | 2     | Лор'ян Жене      | Канада (CAN)          | +0.041  | +0.058  |                          | F5-8     |
| 3     | 1     | Емма Гінце       | Німеччина (GER)       | X       | X       |                          | ПФ       |
| 3     | 2     | Шенн Браспенінкс | Нідерланди (NED)      | +0.098  | +0.074  |                          | F5-8     |
| 4     | 1     | Лі Хвейші        | Гонконг (HKG)         | X       | X       |                          | ПФ       |
| 4     | 2     | Кеті Марчант     | Велика Британія (GBR) | +0.027  | +0.036  |                          | F5-8     |

### Класифікація за 5–8 місця
| Місце | Велогонщиця      | Країна                | Час    |
| ----- | ---------------- | --------------------- | ------ |
| 5     | Леа Фрідріх      | Німеччина (GER)       |        |
| 6     | Кеті Марчант     | Велика Британія (GBR) | +0.099 |
| 7     | Шенн Браспенінкс | Нідерланди (NED)      | +0.126 |
| 8     | Лор'ян Жене      | Канада (CAN)          | +0.216 |

### Півфінали
| Заїзд | Місце | Велогонщиця     | Країна          | Заїзд 1 | Заїзд 2 | Вирішальний заїзд (i.r.) | Примітки |
| ----- | ----- | --------------- | --------------- | ------- | ------- | ------------------------ | -------- |
| 1     | 1     | Олена Старікова | Україна (UKR)   | X       | X       |                          | QG       |
| 1     | 2     | Лі Хвейші       | Гонконг (HKG)   | +0.040  | +0.128  |                          | QB       |
| 2     | 1     | Келсі Мітчелл   | Канада (CAN)    | X       | +0.285  | X                        | QG       |
| 2     | 2     | Емма Гінце      | Німеччина (GER) | +0.101  | X       | +0.176                   | QB       |

### Фінали
| Місце                    | Велогонщиця     | Країна          | Заїзд 1 | Заїзд 2 | Вирішальний заїзд (i.r.) |
| ------------------------ | --------------- | --------------- | ------- | ------- | ------------------------ |
| Фінал за золоту медаль   |                 |                 |         |         |                          |
| 1                        | Келсі Мітчелл   | Канада (CAN)    | X       | X       |                          |
| 2                        | Олена Старікова | Україна (UKR)   | +0.061  | +0.064  |                          |
| Фінал за бронзову медаль |                 |                 |         |         |                          |
| 3                        | Лі Хвейші       | Гонконг (HKG)   | X       | X       |                          |
| 4                        | Емма Гінце      | Німеччина (GER) | +0.964  | +0.233  |                          |